# Lysandra calaethys
Lysandra calaethys är en fjärilsart som beskrevs av Jermyns 1827. Lysandra calaethys ingår i släktet Lysandra och familjen juvelvingar. Inga underarter finns listade i Catalogue of Life.